# Transfuges sud-coréens

Les transfuges sud-coréens traversent généralement la zone coréenne démilitarisée pour rejoindre le Nord.

Les transfuges sud-coréens sont des citoyens de Corée du Sud ayant fait défection pour rejoindre la Corée du Nord.
Après la guerre de Corée, 333 prisonniers de guerre sud-coréens détenus en Corée du Nord (en) choisissent de rester dans le pays. Durant les décennies suivantes de la guerre froide, plusieurs personnes d'origine sud-coréenne rejoignent également la Corée du Nord. Parmi eux se trouvent Roy Chung, un ancien sergent de l'armée américaine ayant rejoint le Nord via l'Allemagne de l'Est en 1979. La Corée du Nord est aussi accusée d'enlèvements de citoyens sud-coréens.
Quelquefois, les transfuges ayant rejoint le Nord décident de revenir. La Corée du Sud ne permettant pas à ses citoyens naturalisés de se rendre au Nord, ils rentrent illégalement dans leur pays d'origine et deviennent ainsi des « doubles transfuges ». À l'inverse, sur un total de 25 000 transfuges nord-coréens vivant en Corée du Sud, environ 800 manquent à l'appel, sans doute repartis au Nord. Durant la première moitié de l'année 2012, il y eut 200 de ces cas de double transfuge, bien que le ministère de l'Unification sud-coréen n'en reconnaisse officiellement que 13.

## Contexte
La valeur de l'image des transfuges pour la propagande est reconnue dès la partition de la Corée en 1945. Ils sont utilisés comme preuve de la supériorité du système politique du pays de destination.
La propagande en Corée du Nord cible particulièrement les soldats sud-coréens patrouillant dans la zone coréenne démilitarisée.

## Conséquences de la guerre de Corée
Un total de 357 prisonniers de guerre détenus en Corée du Nord (en) choisissent de rester au Nord plutôt que d'être rapatriés chez eux au Sud. Ils se divisent en 333 Sud-Coréens, 23 Américains, et 1 Britannique. Huit des Sud-Coréens et deux des Américains changent plus tard d'avis. Néanmoins, le nombre exact de prisonniers de guerre détenus en Corée du Nord et en Chine est controversé depuis 1953, en raison de soldats sud-coréens non comptabilisés.
Durant la guerre froide, plusieurs soldats américains rejoignent la Corée du Nord. L'un d'entre eux, Roy Chung, est d'origine sud-coréenne. Contrairement aux autres ayant rejoint le Nord en traversant la zone coréenne démilitarisée, il fait défection en traversant la frontière entre l'Allemagne de l'Ouest et l'Allemagne de l'Est en 1979. Ses parents accusent la Corée du Nord de l'avoir enlevé. Les États-Unis n'ont pas enquêté sur l'affaire, étant donné qu'il n'est pas un « risque de sécurité », et que dans des cas similaires, il est généralement impossible de prouver qu'un enlèvement a eu lieu. Il y eut d'autres cas de Sud-Coréens mystérieusement disparus et déplacés en Corée du Nord à la même époque, dont celui d'un professeur de géologie de Séoul qui disparaît en avril 1979 pendant des vacances en Norvège. Certains Sud-Coréens accusent la Corée du Nord d'avoir tenté de les enlever alors qu'ils se trouvaient à l'étranger. Ces tentatives d'enlèvements supposées se seraient principalement déroulées en Europe, au Japon, et à Hong Kong.

## Doubles transfuges
Certaines personnes ont déserté de Corée du Nord pour rejoindre la Corée du Sud, puis sont ensuite retournées au Nord. Dans la première moitié de l'année 2012 uniquement, il y eut 200 cas de « doubles transfuges » comme cela. Les raisons possibles de ces retours sont la sécurité de membres de la famille restés au Nord, les promesses de pardon de la Corée du Nord et d'autres tentatives pour attirer les transfuges, y compris par la propagande, et la discrimination généralisée à leur égard rencontrée en Corée du Sud,. Les pauvres et les membres de l'élite sont consternés de découvrir qu'ils sont socialement moins bien lotis en Corée du Sud que dans le Nord. La moitié des transfuges nord-coréens vivant en Corée du Sud sont au chômage. En 2013, il y avait 800 transfuges nord-coréens manquant à l'appel sur 25 000 personnes. Ils se sont peut-être rendus en Chine ou en Asie du Sud-Est pour rejoindre indirectement la Corée du Nord. Le ministère de l'Unification sud-coréen ne reconnaît officiellement que 13 doubles transfuges.
Les lois de la Corée du Nord ne permettent pas aux Nord-Coréens naturalisés de revenir. La Corée du Nord accuse la Corée du Sud d'enlever et d'interner de force ceux qui désirent partir,,.

## Transfuges sud-coréens contemporains

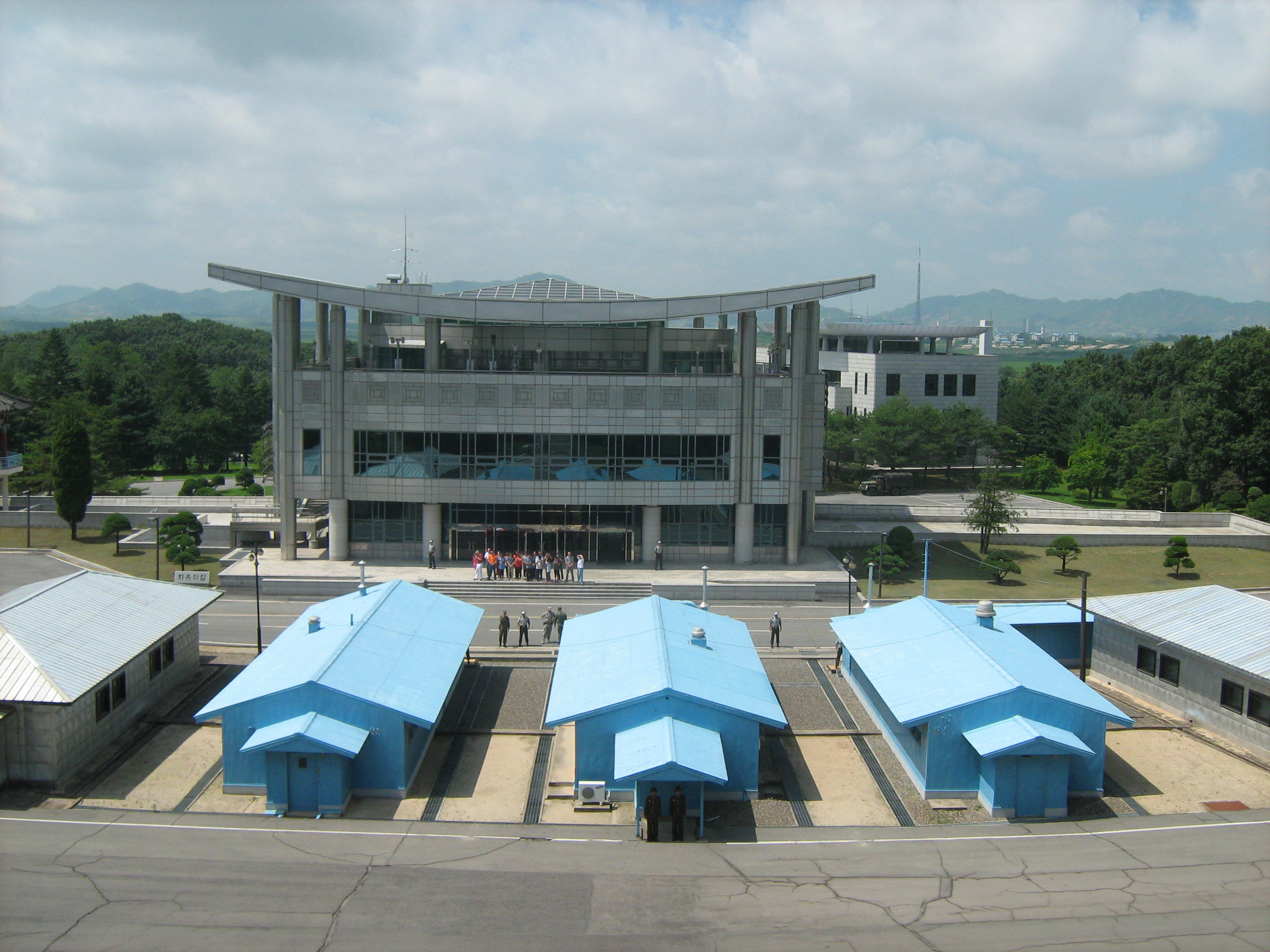
La zone de sécurité commune vue depuis la Corée du Nord.

La Corée du Nord cible ses propres déserteurs avec la propagande dans l'espoir de les convaincre de revenir, mais les transfuges sud-coréens nés à l'extérieur de la Corée du Nord ne sont pas les bienvenus au Nord. Au cours des dernières années, sept personnes ont tenté de quitter la Corée du Sud, mais ont ensuite été détenues pour entrée illégale en Corée du Nord et ont finalement été rapatriées,,. En 2009, un homme recherché a fait un trou dans la clôture de la zone démilitarisée et a rejoint le Nord. En 2004, un soldat sud-coréen est arrêté pour violation de la loi sur la sécurité nationale pour avoir secrètement rejoint la Corée du Nord et fournit des informations sur son unité militaire. Il est suspecté d'avoir également révélé la position de son escadron de chasseurs aériens et de batteries anti-aériennes. Un an plus tard, un pêcheur sud-coréen de 57 ans traverse la frontière maritime pour rejoindre le Nord tandis que la garde côtière de Corée du Sud tire une vingtaine de tirs de semonce de mortier de 60 mm, d'un canon de 106 mm et d'une mitrailleuse MG50, mais ne réussit pas à arrêter le navire,. Selon le journal sud-coréen Chosun Ilbo, un homme non identifié aurait rejoint la Corée du Nord en septembre 1996.
Il y eut également des décès lors de tentatives de défections. Une transfuge est ainsi morte en demandant à son mari de la tuer pendant sa détention. En septembre 2013 Nam Yong-ho, un civil sud-coréen de 47 ans tentant de faire défection vers le Nord en traversant à la nage la rivière frontalière Imjin, est abattu par une trentaine de soldats sud-coréens tirant « plusieurs centaines de balles », après sommation. Son passeport révèle qu'il avait été expulsé du Japon quelques mois plus tôt après y avoir tenté sans succès d'obtenir l'asile politique, pour des raisons inconnues,,.

## Liste de transfuges célèbres
- Choe Deok-sin, un ministre des Affaires étrangères sud-coréen.
- Ryu Mi-yong, la présidente du Parti Chondogyo-Chong-u et femme de Choe.
- Kim Bong-han, un chercheur nord-coréen en acupuncture.
- Oh Kil-nam (en), un économiste sud-coréen qui retourne plus tard au Sud.
- Shin Suk-ja, femme d'Oh Kil-nam, qui est détenue avec leurs filles comme prisonniers d'opinion.
- Ri Sung-gi, un chimiste nord-coréen connu à la fois pour son invention du vinalon et sa possible implication dans le programme nucléaire militaire de la Corée du Nord.
- Roy Chung (né Chung Ryeu-sup), le cinquième soldat de l'armée américaine à rejoindre la Corée du Nord.
- Li Fung-ryong, un officier de l'armée sud-coréenne qui rejoint le Nord en 1964.